# 立兵庫

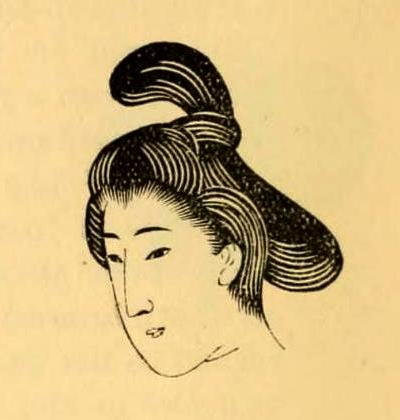
基本的な兵庫髷

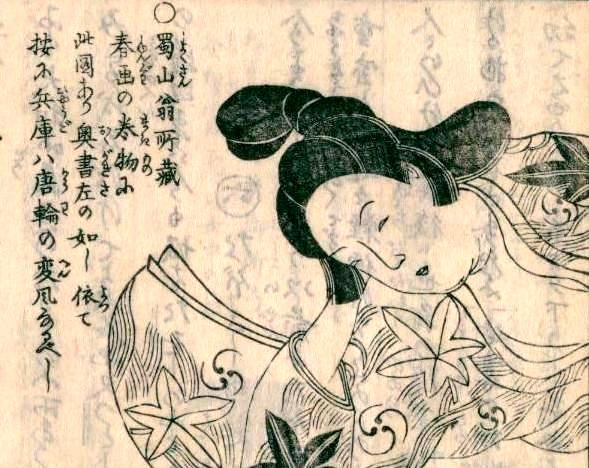
兵庫髷は唐輪髷の変形。『歴世女装考』(岩瀬凉仙 1847年)より

立兵庫（たてひょうご）とは室町時代の女性の髪形。身分のそれほど高くない若い女性、特に女歌舞伎の役者や遊女に好まれたもので、上流の女性は結わない。後にここから派生したものが、花魁の髷で知られる横兵庫である。
名前の由来には諸説あり、兵庫の遊女、兵庫鎖、兵庫桶などが由来の候補として挙がっている。唐輪の派生。

## 結い方
原型はたぼや鬢は完全にひっつめてしまって張り出さない、前髪は長くても肩までの長さで切ってしまって左右に振り分けるなど、日本髪としては特殊な形状。形の似た唐輪をアレンジしているが、中国女性の髪形にヒントを得たものだろう。髷は、髪を一つにくくったものを頭上で一つの輪にし、余った毛先を根元に巻きつけて高く結い上げる。
江戸時代に入ってからもしばらくは遊女に結われていたが、たぼや鬢を張り出した髪形の流行に押されて鬢を張り出す形に変化し髷を低くして老女に結われた。幕末ごろに再び遊女に結われるようになる。